# Eglantyne Jebb
Pour les articles homonymes, voir Jebb.
Eglantyne Jebb, née le 25 août 1876 à  Ellesmere et morte le 17 décembre 1928 à Genève, est une philanthrope britannique qui a fondé avec sa sœur Dorothy Buxton (en) l'organisation caritative Save the Children,,.

## Enfance et formation
Elle est issue d'une famille de deux enfants. Son père, Arthur Jebb, est avocat et sa mère, Eglantyne « Tye » Louisa Jebb, est engagée dans le mouvement Arts & Crafts qui promeut l'artisanat. L'atmosphère et les fréquentations de la famille offrent un environnement propice aux défis intellectuels et à l'engagement dans l'action sociale.
Eglantyne Jebb entame des études d'histoire à l'université d'Oxford en 1895 et en 1898, elle poursuit une formation pour devenir enseignante.

## Premières expériences d'engagement social
De 1899 à 1901, Eglantyne Jebb travaille comme institutrice primaire dans une école progressiste de Malborough. Son travail y est apprécié[réf. nécessaire] mais elle s'étonne de découvrir que les enfants aiment jouer à la guerre et ne semblent pas mesurer l'horreur de cette situation. Elle est également touchée par la pauvreté et mauvaise qualité de vie de ses élèves. Peu convaincue par sa propre aptitude à l'enseignement, elle abandonne cette voie pour se tourner vers l'action sociale.
De 1903 à 1908, elle est employée à la Charity Organization Society de Cambridge, dirigée par Mrs Keynes, la mère de l'économiste John Maynard Keynes. Cet engagement lui permet non seulement d'apprendre le fonctionnement et la gestion d'une organisation caritative mais lui donne aussi l'opportunité d'écrire un livre sur la pauvreté au sein de la ville de Cambridge,.
À partir de 1910, Eglantyne voyage pendant deux ans à travers l'Europe au côté de sa mère souffrante qu'elle accompagne dans différentes stations thermales. Durant cette période, elle écrit un roman (non-publié), en partie autobiographique sur la vie à la campagne, le système des classes sociales et sur la piètre condition des ouvriers de son temps,.
En 1913, elle se rend dans les Balkans (Skopje et Prizren) au nom de la Macedonian Relief Fund pour apporter un soutien financier aux victimes de la Première Guerre balkanique, qu'elles fassent partie du camp des vainqueurs ou de celui des vaincus. Les tensions religieuses sur place ainsi que les souffrances et conditions de vie des réfugiés lui font forte impression et vont avoir une influence déterminante pour la suite de son engagement. Elle prend conscience de la terrible vulnérabilité des populations déportées, surtout des mères et des enfants. Elle rentre en Angleterre peu de temps avant que n'éclate la Première Guerre mondiale.

## Save the Children

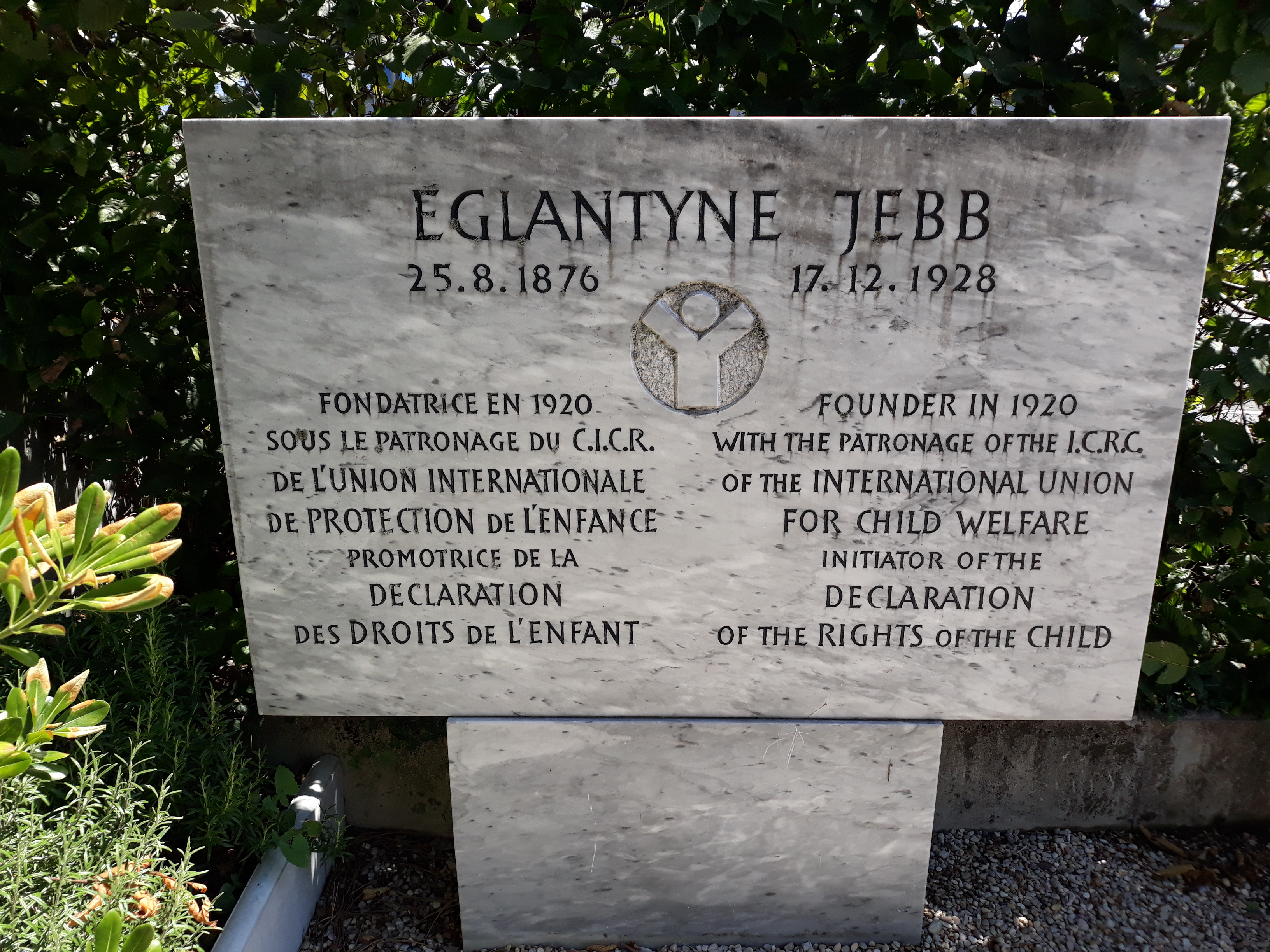
Mémorial à Eglantyne Jebb sur le terrain du CICR à Genève.

En 1915, sa sœur Dorothy parvient à obtenir l'accord du gouvernement pour importer des journaux ennemis dont elle publie des extraits dans « The Cambridge Magazine » , afin de donner au grand public une image plus équilibrée des conséquences de la guerre que celle offerte par les journaux britanniques qui ne s'intéressent pas au sort des populations locales. Cette entreprise est une réussite : les informations reprises dans le magazine touchent une audience internationale car elles proposent une analyse pertinente des problèmes économiques et sociaux générés par la guerre et le blocus instaurés par les Alliés. Eglantyne rejoint le projet de sa sœur en 1917 en prenant en charge les journaux suisses, français et italiens. Les deux sœurs acquièrent ainsi une connaissance approfondie de la situation des populations des pays européens à la fin de la guerre. Elles sont informées des famines qui touchent sévèrement l'Autriche et l'Allemagne et prennent conscience que les enfants sont les premières victimes de ces situations difficiles. Ce qui les conduira à créer le "Famine Concile for Europe".
L'engagement d'Eglantyne en faveur des enfants « ennemis » ne fait pas l'unanimité : en 1919, elle est arrêtée à Trafalgar Square alors qu'elle distribue des brochures montrant des photos d'enfants souffrant de famine pour protester contre l'impact inhumain du blocus des Alliés. En réalité, cet épisode va accroître sa notoriété : alors qu'elle assure elle-même sa défense, le Procureur public, impressionné par son argumentation, finira même par lui faire don discrètement des 5 £ d'amende auxquels elle est condamnée,.
Elle reverse ce don à l'organisation caritative qu'elle fonde dans la foulée : Save the Children.
En 1919, Eglantyne Jebb poursuit avec Clara Guthrie d'Arcis son parcours au sein de l'Union internationale de secours d'enfants (UISE), une organisation fondée à Genève par Save the Children et par une branche du Comité international de la Croix-Rouge. Elle attire de la sorte l'attention d'autres organisations internationales qui étendent leur compétence aux problématiques liées à l'enfance, par exemple l'ONU, qui crée le Comité des droits de l'enfant.

## Déclaration de Genève sur les Droits de l'Enfant
Déterminée à aller plus loin, elle rédige en 1923 le brouillon de ce qui deviendra la déclaration de Genève sur les droits de l'enfant, adoptée le 26 septembre 1924 par la Société des Nations,. Il s'agit-là d'un moment historique puisque

« la Déclaration de Genève reste dans l’histoire comme le premier texte international des Droits de l’Homme qui soit spécifiquement relatif aux Droits de l’Enfant. »

## Hommages
Une rose anglaise lui est dédiée en 1991 par David Austin, nommée « Eglantyne ».
En 2020, le parc des Acacias à Genève est rebaptisé Parc Eglantyne Jebb en son honneur, dans le cadre du projet 100Elles*, visant à donner plus de visibilité aux femmes marquantes en Ville de Genève,.
La dépouille d’Eglantyne Jebb est transférée en 2024 du cimetière de Saint-Georges au cimetière des Rois, qui accueille des personnalités ayant joué un rôle important à Genève, souvent avec un rayonnement international. Ce transfert a été autorisé par ses descendants. L’hommage voulu par la Ville de Genève fait référence à la Déclaration de Genève et à la Convention relative aux droits de l’enfant de l’ONU, inspirés par Eglantyne Jebb.
L’espace situé no 20 rue de Paradis à Paris 10e est dénommé « Espace Eglantyne-Jebb ».